# 칼리스토 프로토콜
《칼리스토 프로토콜》(영어: The Callisto Protocol)은 2022년 12월 2일에 출시된 3인칭 서바이벌 호러 게임이다. 이 게임은 이전에 데드 스페이스 퓨처를 공동 제작한 글렌 스코필드가 설립한 스트라이킹 디스턴스 스튜디오가 개발했다.

## 게임플레이
《칼리스토 프로토콜》은 2320년 목성의 위성 칼리스토에 위치한 블랙 아이언(Black Iron)이라는 감옥 식민지에서 벌어지는 펍지 유니버스를 배경으로 한다. 플레이어는 블랙 아이언에 수감된 죄수 역할을 맡으며 교도소장이 조작한 것으로 보이는 외계인 침공의 한복판에 있는 자신을 발견한다.

## 반응
《칼리스토 프로토콜》은 리뷰 애그리게이터 웹사이트 메타크리틱에서 "복합적 및 평균적인 평가"를 기록했다.